# طلعت مسلم
لواء طلعت مسلم (8 مايو 1935 - 10 ديسمبر 2020) عسكري وخبير استراتيجي مصري، كان قائدًا للواء 18 مشاة ميكانيكي، خلال حرب أكتوبر عام 1973. انضم لمركز الأهرام للدراسات السياسية والاستراتيجية بعد انتهاء خدمته بالقوات المسلحة، حيث اختص بالشؤون العسكرية.

## حياته
وُلد طلعت أحمد مسلم في 8 مايو (أيار) 1935 بالإسكندرية، وكان والده أحمد مسلم ضابطًا في الشرطة آنذاك. حصل طلعت على بكالوريوس في العلوم العسكرية عام 1952، وبعدها التحق بسلاح المشاة بالقوات المسلحة المصرية، ثم تدرج في المناصب في القوات المسلحة المصرية، حتى أصبح قائدًا للواء 18 مشاة ميكانيكي في حرب أكتوبر 1973. عمل مدرسًا بمعهد المشاة والكلية الحربية عام 1955، ثم رئيسًا لأركان لواء مشاة ميكانيكي عام 1972، وقائدًا لنفس اللواء عام 1972.
حصل أيضًا على دبلوم أكاديمية فرونزه العسكرية العليا عام 1968، وماجستير العلوم العسكرية عام 1968، وزميل كلية الحرب العليا بأكاديمية ناصر العسكرية عام 1976، وشهادة في الإدارة التطبيقية عام 1983. تولى طلعت بعد حرب أكتوبر منصب رئيس عمليات الجيش الميداني عام 1977، وقائد فرقة مشاة في عام 1977، ورئيس فرع التدريب القتالي في عام 1980.
بعد انتهاء خدمته بالقوات المسلحة، التحق بمركز الأهرام للدراسات السياسية والاستراتيجية، وعيّن عضوًا باللجنة المصرية لمنظمة تضامن الشعوب الأفروآسيوية، وعضو جماعة الباجواش المصرية وجماعة الباجواش الإفريقية.
حصل طلعت مسلم على عددٍ من التكريمات، ومنها: نيشان التحرير، نوط الجمهورية العربية المتحدة، نوط الجمهورية العسكري من الطبقة الأولى، وسام الجمهورية من الطبقة الثانية.

## مؤلفاته
شارك طلعت في تأليف عددٍ من المؤلفات منها:
- «التعاون العسكري العربي»، صدر عام 1990 عن مركز دراسات الوحدة العربية
- «حرب الخليج والأمن القومي»، صدر عام 1992 عن دار الملتقى للطباعة والنشر
- «الوجود العسكري الأجنبي في الوطن العربي»، صدر عام 1994 عن مركز دراسات الوحدة العربية
- «الثوابت والمتغيرات في الصراع العربي- الإسرائيلي وشكل الحرب المقبلة»، صدر عام 2001 عن مركز الإمارات للدراسات والبحوث الاستراتيجية
- «معاهدة الدفاع العربي المشترك»، صدر عام 2013 عن مركز دراسات الوحدة العربية
- «العدوان الثلاثي على مصر في العام 1956»، سلسلة أوراق عربية صدرت في عام 2011 و2012 عن مركز دراسات الوحدة العربية
- «القواعد العسكرية الأجنبية في الوطن العربي»، سلسلة أوراق عربية صدرت في عام 2011 عن مركز دراسات الوحدة العربية

كما كان قد نشر عددًا من الأوراق البحثية الصادرة عن مركز الأهرام للدراسات السياسية والاستراتيجية، ومنها:
- «السياسة الأمنية لإسرائيل وجنوب أفريقيا» عام 1988
- «السياسة العسكرية لأثيوبيا عام 1986» عام 1987
- «الصراع العراقي الإيراني (الصراع المسلح)» عام 1986
- «السياسة العسكرية للولايات المتحدة الأمريكية في الشرق الأوسط» عام 1985
- «السياسة النووية الإسرائيلية» عام 1985

## وفاته
تُوفي طلعت مسلم في القاهرة بتاريخ 10 ديسمبر 2020 ميلاديًا الموافق 25 ربيع الآخر 1442 هجريًا عن عمرٍ ناهز 85 عامًا، و شُيٌع جثمانه من مسجد عبد الرحمن الكواكبي في حي العجوزة يوم 11 ديسمبر 2020.

## وصلات خارجية
- حوار اللواء طلعت مسلم لأخبار مصر مع أيمن عدلي على يوتيوب